# Judo-Weltmeisterschaften 1958
Die Judo-Weltmeisterschaften 1958 fanden am 30. November in der japanischen Hauptstadt Tokio statt.
Nach 1956 waren es die zweiten von der der International Judo Federation (IJF) organisierten Judo-Weltmeisterschaften.

## Ergebnisse

### Männer
| Gewichtsklasse | Gold      | Silber        | Bronze                              |
| -------------- | --------- | ------------- | ----------------------------------- |
| Offene Klasse  | Kōji Sone | Akio Kaminaga | Bernard Pariset Kimiyoshi Yamashiki |

## Medaillenspiegel
| Rang | Land       | Gold | Silber | Bronze | Gesamt |
| ---- | ---------- | ---- | ------ | ------ | ------ |
| 1    | Japan      | 1    | 1      | 1      | 3      |
| 2    | Frankreich | –    | –      | 1      | 1      |
|      | Total      | 1    | 1      | 2      | 4      |